# Puerto Hondo
Puerto Hondo är en ort i Mexiko.   Den ligger i kommunen Pinal de Amoles och delstaten Querétaro Arteaga, i den centrala delen av landet, 190 km norr om huvudstaden Mexico City. Puerto Hondo ligger 2 097 meter över havet och antalet invånare är 124.
Terrängen runt Puerto Hondo är kuperad åt nordost, men åt sydväst är den bergig. Runt Puerto Hondo är det ganska tätbefolkat, med 54 invånare per kvadratkilometer. Närmaste större samhälle är Jalpan, 18,8 km nordost om Puerto Hondo. I omgivningarna runt Puerto Hondo växer huvudsakligen savannskog.